# Articolazione costo-vertebrale
Le articolazioni costo-vertebrali congiungono la testa delle coste ai corpi delle vertebre (articolazioni costo-corporee), e collo e tubercolo delle coste ai processi trasversi.
Entrambe le articolazioni sono delle artrodie di tipo sinoviale, le articolazioni costo-corporee in particolare posseggono una cavità sinoviale doppia quando la faccetta articolare del corpo della vertebra non è completa ma si completa con la semifaccetta articolare della vertebra sovrastante (la faccetta articolare è di solito completamente situata su un solo corpo vertebrale solo in corrispondenza della prima, dell'undicesima e delle dodicesima vertebra, meno frequentemente della decima).
I movimenti consentiti dalle articolazioni costo-vertebrali consistono esclusivamente in piccoli movimenti di scivolamento.

## Legamenti

### Legamento intra-articolare
È un nastro fibroso che si inserisce lateralmente sulla cresta che separa le due faccette articolari della testa delle coste e, medialmente, sul disco intervertebrale, dividendo completamente l'articolazione.
Esso è quindi presente solo in quei casi in cui l'articolazione costo-corporea risulta doppia.

### Legamento raggiato
È teso anteriormente dalla testa della costa al corpo (o ai corpi compreso il disco articolare tra essi compreso nel caso l'articolazione costo-corporea sia doppia) della vertebra con cui si articola.

### Legamento costo-trasversario superiore
È teso tra il collo della costa e il processo trasverso della vertebra sovrastante. La prima costa ne è priva, mentre tra il processo trasverso della prima vertebra lombare e la dodicesima costa è presente il legamento lombo-costale posto in serie rispetto ai legamenti costo-trasversari superiori.

### Legamento accessorio
Esso non è sempre presente e la sua inserzione è variabile. In genere si trova medialmente al legamento costo-trasversario superiore da cui è separato dal ramo dorsale del nervo toracico e dai vasi che lo accompagnano ed è teso tra una fossetta situata sulla costa medialmente al tubercolo e il processo articolare inferiore della vertebra sovrastante.

### Legamento costo-trasversario interosseo
Indicato anche come "legamento del collo della costa", è teso, riempiendo così il foro costo-trasversario, tra la faccia posteriore del collo della costa e la faccia anteriore del processo trasverso della vertebra corrispondente.

### Legamento costo-trasversario laterale
Detto anche "legamento del tubercolo", è teso tra la porzione non articolare del tubercolo di una costa al margine laterale del processo trasverso della vertebra corrispondente.